# 茨沃爾弗科費爾山

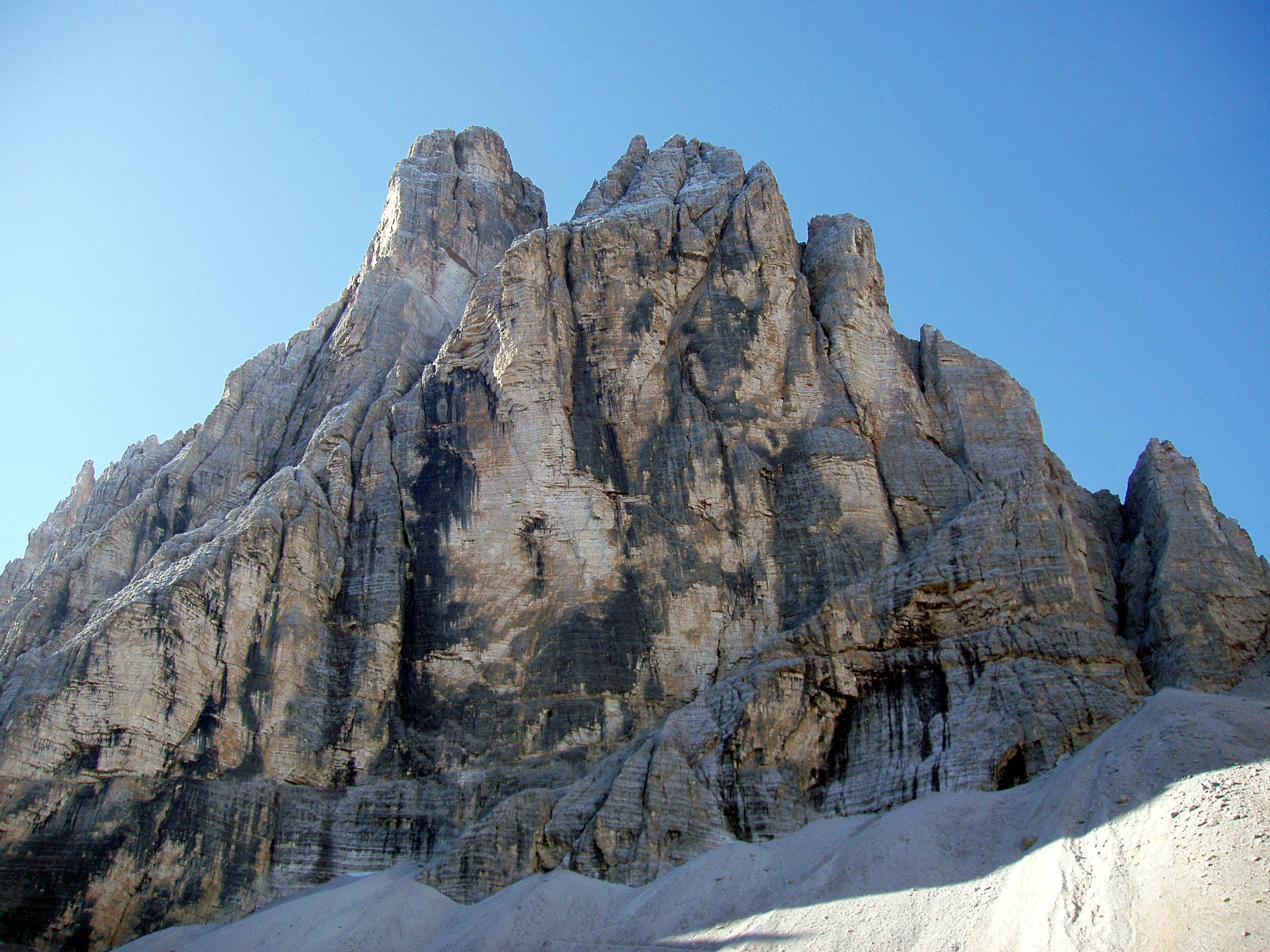

46°37′7″N 12°21′42″E / 46.61861°N 12.36167°E
茨沃爾弗科費爾山（義大利語：Croda dei Toni），是意大利的山峰，位於該國東北部，處於博爾扎諾-南蒂羅爾自治省和貝盧諾省接壤的邊界，海拔高度3,094米，人類在1874年9月28日首次登頂。